# Virsliga 1995
La Virsliga 1995 fue la quinta edición del torneo de fútbol a nivel de clubes más importante de Letonia desde la independencia del país en 1991 y que contó con la participación de 10 equipos.
El Skonto FC fue el campeón por quinto año consecutivo.

## Primera Ronda

### Clasificación General
| Pos. | Equipo        | Pts. | PJ | G  | E | P  | GF | GC | Dif. | Clasificación       |
| ---- | ------------- | ---- | -- | -- | - | -- | -- | -- | ---- | ------------------- |
| 1    | Skonto        | 50   | 18 | 16 | 2 | 0  | 59 | 8  | +51  | Ronda de Campeonato |
| 2    | RAF Jelgava   | 39   | 18 | 12 | 3 | 3  | 33 | 13 | +20  | Ronda de Campeonato |
| 3    | Starts        | 31   | 18 | 9  | 4 | 5  | 21 | 18 | +3   | Ronda de Campeonato |
| 4    | Vilan-D       | 29   | 18 | 9  | 2 | 7  | 31 | 22 | +9   | Ronda de Campeonato |
| 5    | Vairogs       | 24   | 18 | 6  | 6 | 6  | 28 | 21 | +7   | Ronda de Campeonato |
| 6    | Amstrig       | 20   | 18 | 5  | 5 | 8  | 26 | 25 | +1   | Ronda de Campeonato |
| 7    | Skonto/Metāls | 19   | 18 | 5  | 4 | 9  | 25 | 42 | −17  | Ronda de Descenso   |
| 8    | DAG-Liepāja   | 18   | 18 | 4  | 6 | 8  | 19 | 28 | −9   | Ronda de Descenso   |
| 9    | Olimpija Rīga | 18   | 18 | 5  | 3 | 10 | 24 | 40 | −16  | Ronda de Descenso   |
| 10   | Kvadrāts      | 4    | 18 | 1  | 1 | 16 | 10 | 58 | −48  | Ronda de Descenso   |

 Fuente: rsssf.com

### Resultados
| Local \ Visitante | AMS | DAG | KVA | OLI | RAF | SKO | SKM | STA | VAI | VIL |
| ----------------- | --- | --- | --- | --- | --- | --- | --- | --- | --- | --- |
| Amstrig           |     | 0–1 | 1–1 | 2–3 | 1–2 | 0–3 | 2–0 | 0–1 | 0–1 | 2–2 |
| DAG-Liepāja       | 1–1 |     | 3–2 | 2–0 | 1–2 | 2–2 | 0–1 | 1–1 | 3–1 | 0–2 |
| Kvadrāts          | 0–2 | 3–1 |     | 1–4 | 0–3 | 0–7 | 0–6 | 0–3 | 1–5 | 0–2 |
| Olimpija Rīga     | 0–7 | 2–2 | 3–0 |     | 0–1 | 0–1 | 1–1 | 0–2 | 1–0 | 1–0 |
| RAF Jelgava       | 1–1 | 0–0 | 5–0 | 2–0 |     | 0–1 | 2–0 | 3–0 | 2–0 | 3–2 |
| Skonto            | 3–2 | 4–0 | 6–1 | 7–1 | 5–0 |     | 2–1 | 0–0 | 1–0 | 3–0 |
| Skonto/Metāls     | 2–2 | 3–1 | 2–0 | 4–3 | 1–1 | 0–4 |     | 2–3 | 0–8 | 1–5 |
| Starts            | 3–0 | 1–0 | 1–0 | 2–0 | 0–4 | 0–3 | 3–0 |     | 0–0 | 0–1 |
| Vairogs           | 1–2 | 1–1 | 2–0 | 3–3 | 1–0 | 0–3 | 1–1 | 1–1 |     | 1–1 |
| Vilan-D           | 0–1 | 2–0 | 2–1 | 3–1 | 0–2 | 1–4 | 4–0 | 3–0 | 1–2 |     |

## Ronda de Campeonato

### Posiciones
| Pos. | Equipo      | Pts. | PJ | G  | E | P  | GF | GC | Dif. | Clasificación                         |
| ---- | ----------- | ---- | -- | -- | - | -- | -- | -- | ---- | ------------------------------------- |
| 1    | Skonto (C)  | 78   | 28 | 25 | 3 | 0  | 99 | 15 | +84  | Preliminar de la UEFA Cup             |
| 2    | Vilan-D     | 51   | 28 | 16 | 3 | 9  | 45 | 30 | +15  | Preliminar de la UEFA Cup             |
| 3    | RAF Jelgava | 48   | 28 | 14 | 6 | 8  | 40 | 28 | +12  | Clasificatoria de la Cup Winners' Cup |
| 4    | Starts      | 38   | 28 | 11 | 5 | 12 | 31 | 43 | −12  |                                       |
| 5    | Amstrig     | 35   | 28 | 9  | 8 | 11 | 47 | 38 | +9   | Qualification for Intertoto Cup       |
| 6    | Vairogs     | 28   | 28 | 7  | 7 | 14 | 35 | 52 | −17  |                                       |

 Fuente: rsssf.com

### Partidos
| Local \ Visitante | AMS | RAF | SKO | STA | VAI | VIL |
| ----------------- | --- | --- | --- | --- | --- | --- |
| Amstrig           |     | 1–1 | 2–2 | 5–1 | 3–0 | 1–2 |
| RAF Jelgava       | 1–1 |     | 1–2 | 1–0 | 0–1 | 0–1 |
| Skonto            | 2–1 | 5–1 |     | 8–1 | 8–0 | 4–0 |
| Starts            | 0–1 | 3–0 | 1–4 |     | 1–1 | 0–1 |
| Vairogs           | 2–6 | 1–2 | 0–3 | 1–3 |     | 1–3 |
| Vilan-D           | 2–0 | 0–0 | 0–2 | 3–0 | 2–0 |     |

## Ronda de Descenso

### Posiciones
| Pos. | Equipo            | Pts. | PJ | G | E | P  | GF | GC | Dif. | Descenso                          |
| ---- | ----------------- | ---- | -- | - | - | -- | -- | -- | ---- | --------------------------------- |
| 7    | Skonto/Metāls     | 28   | 24 | 8 | 4 | 12 | 37 | 51 | −14  |                                   |
| 8    | DAG-Liepāja       | 28   | 24 | 7 | 7 | 10 | 26 | 34 | −8   |                                   |
| 9    | Olimpija Rīga (D) | 20   | 24 | 5 | 5 | 14 | 29 | 57 | −28  | Disuelto al terminar la temporada |
| 10   | Kvadrāts (D)      | 17   | 24 | 5 | 2 | 17 | 22 | 63 | −41  | Disuelto al terminar la temporada |

 Fuente: rsssf.com

### Partidos
| Local \ Visitante | DAG | KVA | OLI | SKM |
| ----------------- | --- | --- | --- | --- |
| DAG-Liepāja       |     | 0–2 | 3–1 | 1–0 |
| Kvadrāts          | 1–0 |     | 2–1 | 0–1 |
| Olimpija Rīga     | 1–1 | 2–2 |     | 0–2 |
| Skonto/Metāls     | 1–2 | 1–5 | 7–1 |     |

## Goleadores
| # | Nombre                | Club       | Goles |
| - | --------------------- | ---------- | ----- |
| 1 | Vitālijs Astafjevs    | Skonto FC  | 19    |
| 2 | Sergey Dulub          | FK Vairogs | 16    |
| 3 | Vladimirs Babičevs    | Skonto FC  | 14    |
| 4 | Aleksandrs Jelisejevs | Skonto FC  | 11    |
| 4 | Mihails Miholaps      | FK Amstrig | 11    |

## Premios
| Mejor | Nombre             | Club       |
| ----- | ------------------ | ---------- |
| ARQ   | Raimonds Laizāns   | Skonto FC  |
| DEF   | Jurijs Ševļakovs   | Skonto FC  |
| VOL   | Vitālijs Astafjevs | Skonto FC  |
| DEL   | Vīts Rimkus        | FK Amstrig |